# Дилатансионная технология разуплотнения пород
В последние годы запасы легкодобываемых углеводородов подходят к исчерпанию и значительная часть эксплуатационного фонда нефтегазовых скважин на крупных месторождениях большинства добывающих стран находится на завершающей стадии разработки. Соответственно в общей структуре запасов нефти и газа существенно увеличилась доля месторождений с трудноизвлекаемыми запасами с нефтеотдачей, не превышающей 30-35%. По этой причине резко актуализируется создание и развитие эффективных методов увеличения отдачи нефте- и газоносных пластов.
К настоящему времени определился ряд направлений увеличения или восстановления продуктивности скважин, среди которых выделяются взрывные технологии - наиболее оперативные, экономичные и эффективные средства воздействия на призабойную зону. К числу самых эффективных взрывных технологий относится дилатансионная  технология  разуплотнения  пород (ДТРП), которая успешно решает задачу интенсификации дебита нефтяных и газовых скважин, а также увеличения приемистости нагнетательных скважин. Метод заключается в создании объемной сети микротрещин и пор в целевом пласте для обеспечения притока добываемого флюида (газ, вода, конденсат, нефть либо их смесь) к забою скважины.
После проведения ДТРП дебит скважины резко возрастает. Метод позволяет «оживить» простаивающие скважины, на которых добыча нефти или газа традиционными способами уже невозможна или малорентабельна. Кроме того, метод может применяться для разработки новых нефтяных пластов, извлечение нефти из которых традиционными способами нерентабельно ввиду низких получаемых дебитов. Также может применяться для добычи сланцевого газа и газа уплотненных песчаников.
Научно-технические основы ДТРП были разработаны коллективом ученых под руководством А.В. Михалюка в процессе исследований, выполнявшихся отделом скважинных технологий отделения геодинамики взрыва Института геологии и геофизики НАН Украины. Было показано, что если напряженное состояние породы формируется в результате действия двух (и более) волновых процессов, то могут быть реализованы условия для дилатансионного разуплотнения структуры пород и увеличена проницаемость призабойной зоны скважины.
ДТРП вначале разрабатывавшаяся для добычи урана методом выщелачивания, затем успешно применялась при строительстве крупных подземных стратегических хранилищ, при развитии геотермальных источников энергии, для увеличения дебета нефтяных, газовых и газоконденсатных скважин.
Базовый эффект, производимый диталансионным воздействием на призабойную зону нефтегазовых скважин, состоит в прогнозируемом направленном изменении свойств пород-коллекторов (повышении их проницаемости) при импульсном неравномерном нагружении. Реализуется это воздействие путём взрыва в скважине в интервале продуктивного пласта рассредоточенного заряда, состоящего, как правило, из 2 - 3 точечных зарядов с массой каждого до 5 кг, взрываемых последовательно с заданным временем задержки. Именно эта серия слабых последовательных взрывов создает в призабойной зоне скважины импульсное неравномерное напряженное состояние породы приводящее к реализации эффекта дилатансионного разуплотнения.
По существу можно говорить о редком случае, когда геофизическое явление возникновения и развития дилатансии в горных породах при неравномерных динамических нагрузках стало основой для разработки новой дилатансионной технологии, которая использует энергию взрыва для интенсификации добычи подземных флюидов.
В начале 2000-х годов ДТРП стала предметом научно-технического сотрудничества украинских разработчиков со специалистами США. Значительное внимание разработчиками уделялось защите конструкции скважин при взрывных работах дилатансионного разуплотнения породы . Технология была апробирована на десятках нефтяных, газовых и водных скважин в России, на Украине, в Китае, США и Таджикистане с неизменно позитивным эффектом значительного роста дебита, длительность которого на наблюдавшихся скважинах  составляла до 5 лет. Высокая экологичность ДТРП делает её универсальной и практически безальтернативной технологией при интенсификации работы артезианских скважин и в геотермальной энергетике.
Работы на скважинах занимают от 1 до 3 дней, но им предшествует этап определения динамических характеристик пород коллектора, его подошвы и кровли, который занимает от 2 до 4 недель. Благодаря детальному определению динамических характеристик пород и математическому моделированию амплитудно-временных характеристик взрывных волн и их эволюции с расстоянием от очага взрыва, обеспечивается высокая степень прогнозируемости результатов дилатансионного воздействия.
Практически на этапе проектирования дилатансионного воздействия (определение количества зарядов, их массы и времени задержек), до проведения воздействия с точностью +/- 10% прогнозируется величина ожидаемого позитивного эффекта, который будет получен после обработки скважин.
Технология не оказывает воздействия на экосистему, допускает многократное (при необходимости) применение на тех же скважинах, по увеличению дебита  не уступает известному методу гидроразрыва пласта (ГРП), а по степени прогнозирования результатов обработки и продолжительности положительного воздействия операций превышает стандартные показатели ГРП .
Альтернативный характер дилатансионной технологии в сравнении с методом ГРП приобретает особую актуальность в связи с активизацией добычи сланцевых углеводородов. Данный вид энергоносителей требует, согласно сложившейся практике, многократного использования  ГРП на большом количестве наклонных скважин. При этом проявляется значительное число негативных факторов, которые при использовании ГРП на одиночных скважинах не так заметны (достаточно большая единичная стоимость, значительная нагрузка на эко- и гидросистемы, транспортную инфраструктуру, сложности с учётом результирующего дебита и прогнозностью результатов воздействия и др.)
Объемы использования ДТРП в настоящее время невелики, но учитывая, что стоимость применения ДТРП в 2-4 раза ниже стоимости широко применяемого метода ГРП, можно ожидать существенного расширения сферы использования ДТРП в ближайшие несколько лет.